# ビデオゲームの墓場
ビデオゲームの墓場（ビデオゲームのはかば、Atari video game burial）もしくはAtari(アタリ表記の場合もある)の墓とは、アメリカ合衆国ニューメキシコ州アラモゴードに存在する埋め立て地の俗称。1983年にアタリが大量の在庫ゲームカートリッジ・ゲーム機本体を処分した地点である。

## 頂点からの凋落
1976年、ワーナー・コミュニケーションズ（現：ワーナー・ブラザース・ディスカバリー）に2800万ドルで買収されたアタリは、1982年には市場価値が20億ドルにまで成長。当時のビデオゲーム市場はアタリがシェアの80％を占めるなど隆盛を極め、ワーナーの営業利益の約65 - 70%はアタリの売り上げで成り立つほどであった。
アーケードゲームの家庭用移植を主とするアタリは、『アステロイド』や『スペースインベーダー』などの移植版で大ヒットを記録。その流れを受け、1982年3月にはアーケードゲームとして根強い人気があった『パックマン』をAtari 2600（以下「2600」と表記）用に移植し、当時の2600の出荷台数・1000万台を優に超える1200万本の出荷計画を打ち立てた。これにより5億ドルの売上高をソフトのみで見込んだほか、本体の出荷台数も相乗効果で数百万台伸びると予測したが、市場に出回ったソフトの劣悪な内容から、700万本の出荷記録とは裏腹に500万本のデッドストックを生み、相当数が返品されたという。
この失敗から程なくしてワーナーとスティーヴン・スピルバーグの間で交渉が行われ、映画『E.T.』のゲーム化を決定。本作は映画ベースのストーリーながら完全な新作（既存アーケード作品の移植ではない）として製作を開始したが、差し迫ったクリスマスシーズンに間に合わせるため、プログラマーであるハワード・スコット・ウォーショウが1名、かつ短期間で開発を行った。完成にこぎつけた一方で性急かつリソース不足の開発に無理が祟り、発売前後で既に内容の劣悪さを酷評され、発売月の1982年12月には製造した500万本のうちの150万本が売れたのみで、半数以上が在庫化した。『ビルボード』誌によれば「競争の激化とともに小売業者はアタリへ返品の要求をしたが、この大量の不良在庫も一因であった」としている。
一方、『パックマン』や『E.T.』で軒並み高い売上を予測していたアタリは、販売店へ1982年度分の注文を一度に入れるよう要請。また、同年度の第4四半期には翌1983年度の成長率を50%と見込んでいたが、予想以上の販売伸び悩みで販売店側から大量返品が行われたために、数百万本ものデッドストックを抱え、12月7日の報告書で「売上高が10 - 15％程度の上昇」と下方修正する。報告書の発表翌日にはワーナーの株価が1/3まで下落し、四半期終了時には56％の利益減も招いたほか、アタリのCEOであったレイ・カサール (Ray Kassar) が「業績報告書の発表23分前に自社株5000株を売却した」として、インサイダー取引容疑で取調べを受ける事態となる。嫌疑自体は後に晴れたものの、7月には辞任に至った。
これらの要因が積み重なった結果、アタリは1983年には5億ドル以上の損失を出し、1985年にはアーケードゲーム部門のみワーナーに残した上でその他が売却された。

## 廃棄処分
1983年9月、アラモゴードの地元紙であるアラモゴード・デイリー・ニュースは、一連の記事中で「エルパソの倉庫からセミトレーラー10 - 20台分の本体・カートリッジを運び出し、市の処分場に廃棄した」ことを報じた。市の処分場は「掘り起こされることがない」という理由から選定され、夜間に埋め立て作業が行われた。ゲーム機本体の廃棄理由については、この時点で「2600から（後継機の）Atari 5200への切り替えのため」と「一切廃棄されていない」の2説が存在し、アタリの役員サイドは「返品中から“修理不能品”を会社側で判断し、アラモゴードに送った」と述べている。
9月27日には、UPI通信社が目撃者の談話として「『E.T.』『パックマン』『ミズ・パックマン』などのゲームや、ゲーム機本体、高額なパソコンを処分した」、9月28日にはナイトリッダーが「地元の子供たちが処分場から盗み出した」ことを報じ、後者の報道では「“アタリの墓”を盗掘して『E.T.』、『レイダース/失われたアーク《聖櫃》』、『ディフェンダー』、『Berzerk』といったゲームを持ち出している」とも伝えている。また、同日にはニューヨーク・タイムズも「アタリの代表が在庫を運んだことを認めた」と伝えた。
処分された物品の具体的な部分に関しては、情報の錯綜から結論は出ずにいた。アラモゴード・デイリー・ニュースの「City to Atari: 'E.T.' trash go home」という記事の見出しは“E.T.が埋められた”ことの示唆とも取れるが、記事内では「見出しにあるE.T.とは『域外 (Extra-territorial)』の意味」とぼかし、具体的に物品を特定してはいない。
9月29日には「処分物へのコンクリート処理」といった、廃棄物処理としては異例の作業を開始。この時アラモゴード・デイリー・ニュースの報道では、匿名作業者の「動物の死体があるから、子供たちが掘り返した際の怪我を防ぐため」といった作業理由を記載した。結局、この大量の処分は市からの抗議を受け、当局の人間からはエルパソが産業廃棄物処分場と化すことを憂慮する声明も出された。地元の管理官には迅速な処分の停止を命じられ、アラモゴードでは後に緊急管理法 (Emergency Management Act) を可決。また、緊急管理特別委員会 (Emergency Management Task Force) を設立して産業廃棄物処理業者に一定の制限を設けるようにした。
発掘後、アラモゴードにあるトゥラロサ盆地歴史博物館の館長で、当時ソフト・ハード類を廃棄した会社と別の企業に勤めていたジョー・レヴァンドフスキは、「廃棄場作業員の息子が学校で広めたため、(廃棄開始日の)当日から住民は把握していた」「警備員を配置していない場所のため、子どもたち（正確には3人の10代グループ）夜中に忍び込んで複数個のゲームを掘り返し、ピックアップトラック一杯にゲームを盗んで帰っていった」「埋立地からこれ以上ゲームが盗まれないよう、セメントトラックでゲームの上にコンクリートを流した」など、アラモゴード・デイリー・ニュースによる報道と異なる理由を述べていた。

## 都市伝説化
様々な媒体から発生した情報ソースが憶測に憶測を呼び、最終的には「売れ残りの『E.T.』が350万本近く埋められ、コンクリート詰めになっている」という説にまで発展し、2600用の周辺機器として発売予定だった「『Atari Mindlink』の試作品が埋められた」説も生まれた。また、情報の錯綜から当初は「細部の違いについては信頼できない」とされた話が、「話の信憑性が薄い」「『E.T.』の処分そのものが都市伝説」という論調まで登場した。この他、「アタリショックを起こした業界全体の低迷のきっかけ」と勘違いされる（間接的原因ではある）事象もあり、事業で傲慢になることの警鐘としてもよく引き合いに出されるが、アタリはこれらの行為を節税目的で実行したことから、厳密には意味合いが異なる。
2004年4月には、プログラマーだったウォーショウが「大量のゲームが処分されたことは信じていない」、「アタリが慣例的に行っていた“抱き合わせ販売（売れ筋の商品と不人気の商品を合わせて販売店に引き取らせる）”が、特定の失敗作よりアタリの没落に大きな影響を与えた」との見方を示している。アタリ没落の原因についてはIGNのトラヴィス・ファスも同様の見解を持ち、「大量の不良在庫というアタリの問題は、2600の売れ行きを過大評価したことから生じたもので、個々のゲームの質によるものではない」と考えている。『パシフィック・ヒストリカル・レビュー』の執筆者であるジョン・ウィルズも「処分は都市伝説」と見ており、「よく知られてはいるが検証されたことはない」「トリニティ実験やロズウェル事件の現場近くで起こり、何か謎めいた砂漠地帯であったことも、この話を神話化していくことにつながったのだろう」とした。
ポップ・カルチャーではこの一件を揶揄した作品が多く、ウィンターグリーンの「When I Wake Up」のミュージック・ビデオでは、バンドが処分場まで旅をし、捨てられたカートリッジを掘り起こすといったものになっている。この映像を監督したキース・スコフィールド (Keith Schofield) はビデオゲームを題材にしたミュージック・ビデオを以前にも製作している。D・B・ワイスの小説『ラッキー・ワンダー・ボーイ』はアラモゴードの郊外のシーンで、二人の登場人物に処分場の上に作られた駐車場について議論をさせている。映画『Angry Video Game Nerd: The Movie 』では処分場がストーリーの中心となっている。

## 発掘

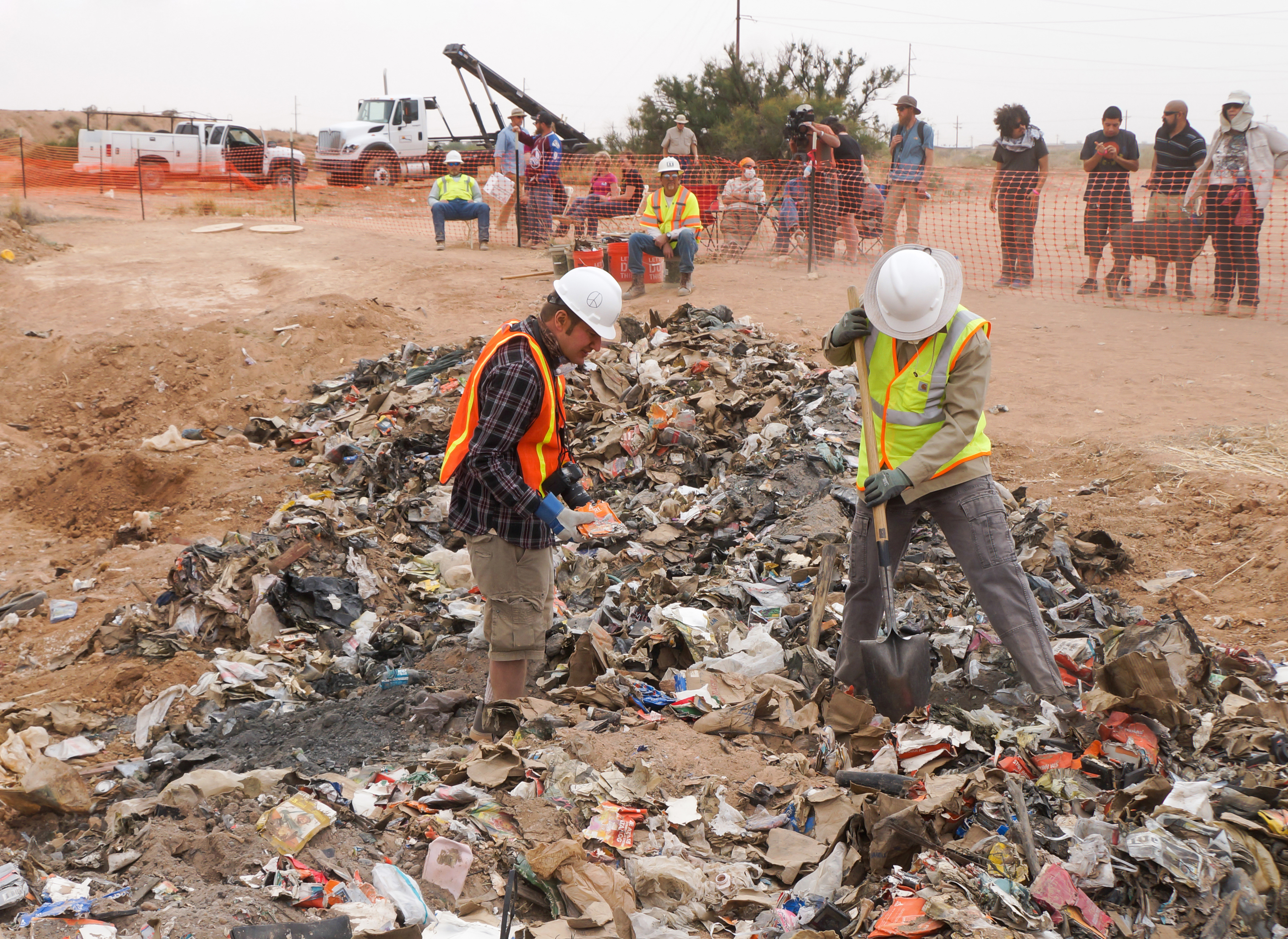
発掘の様子

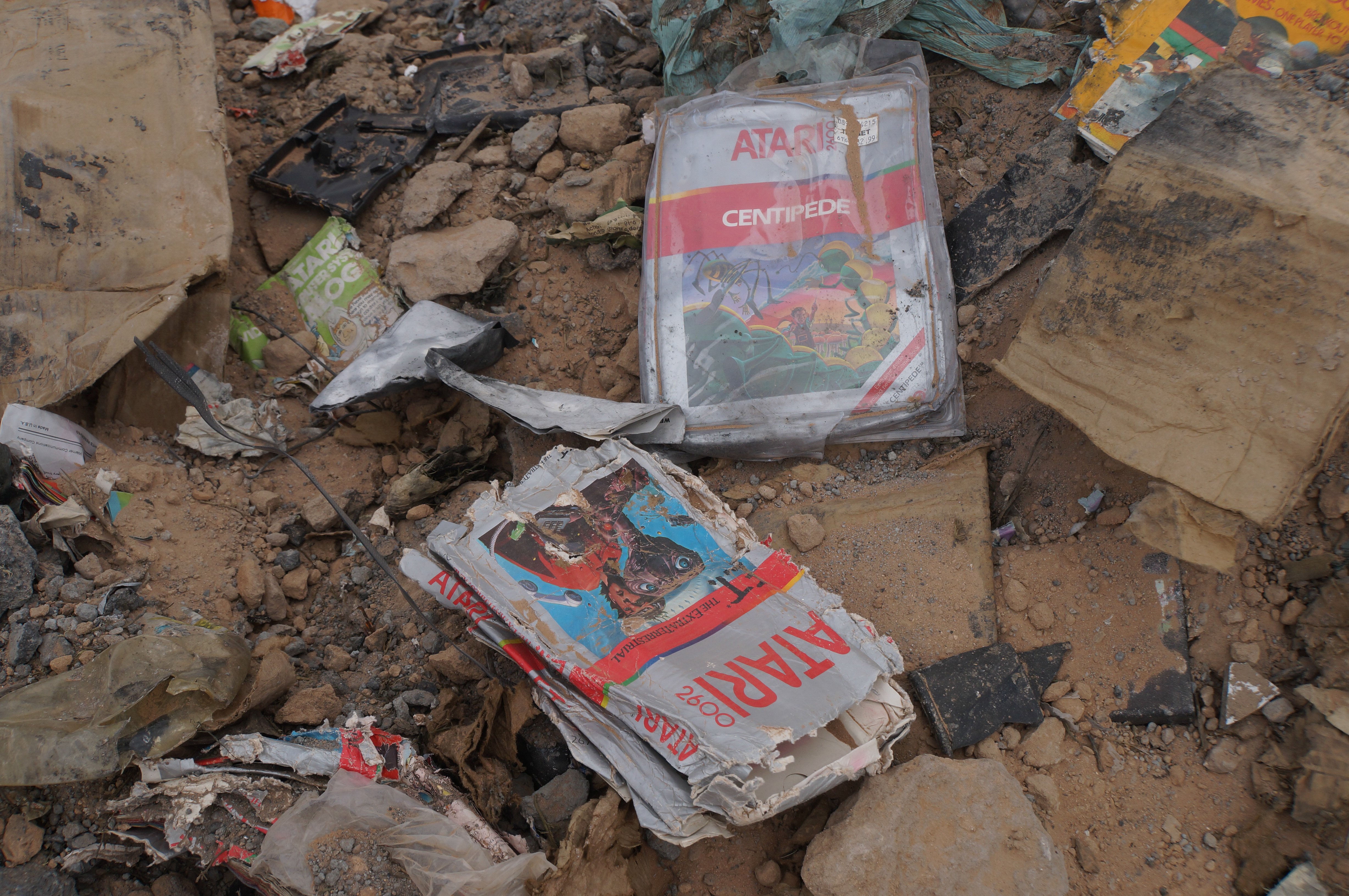
発掘された『E.T.』、『センティピード』、その他のアタリ社製品(2014年)

2013年5月28日、アラモゴード市委員会がカナダのエンターテイメント企業「フューエル・インダストリー」に、半年の期限を設けた処分場の発掘、関連してドキュメンタリー映像を製作する許可を与えた。発掘の実行はニューメキシコ州環境局の環境保護部廃棄物課から「潜在的な危険がある」という指摘を受け、計画段階で中止されていたが、問題の解決から2014年4月からの実施を決定。
発掘は同年4月26日に始まり、一般公開も行われた。プログラマーのウォーショウに加え、今回の工程を追ったドキュメント『Atari: Game Over』からは監督のザック・ペン、脚本のアーネスト・クラインも発掘に同行した。同日には『E.T.』が発掘されたことで都市伝説は真実となったが、当時アタリで処分の責任者を担当したジェームズ・ヘラーは「実際に埋設したのは728,000本である」としている。埋め立てられたカートリッジは大半が予想よりも深い場所に存在し、発掘の難しさから1,300本のみを採掘。穴は埋め戻された。
9月10日、アラモゴード市委員会は発掘した1,300本のうち800本をオークションサイト・eBayで販売する決定を行った。残り約500本は保管されるほか、世界中の博物館に寄贈される予定である。

## ATARI GAME OVER
前述した発掘の模様などを収録し、映像ドキュメンタリーとしてXbox Entertainment Studiosが製作した作品『Atari: Game Over』は2014年にXbox OneとXbox 360で独占配信。2015年9月には日本でもセルDVDソフト『ATARI GAME OVER アタリ ゲームオーバー』として発売された。